# Tirariwüste

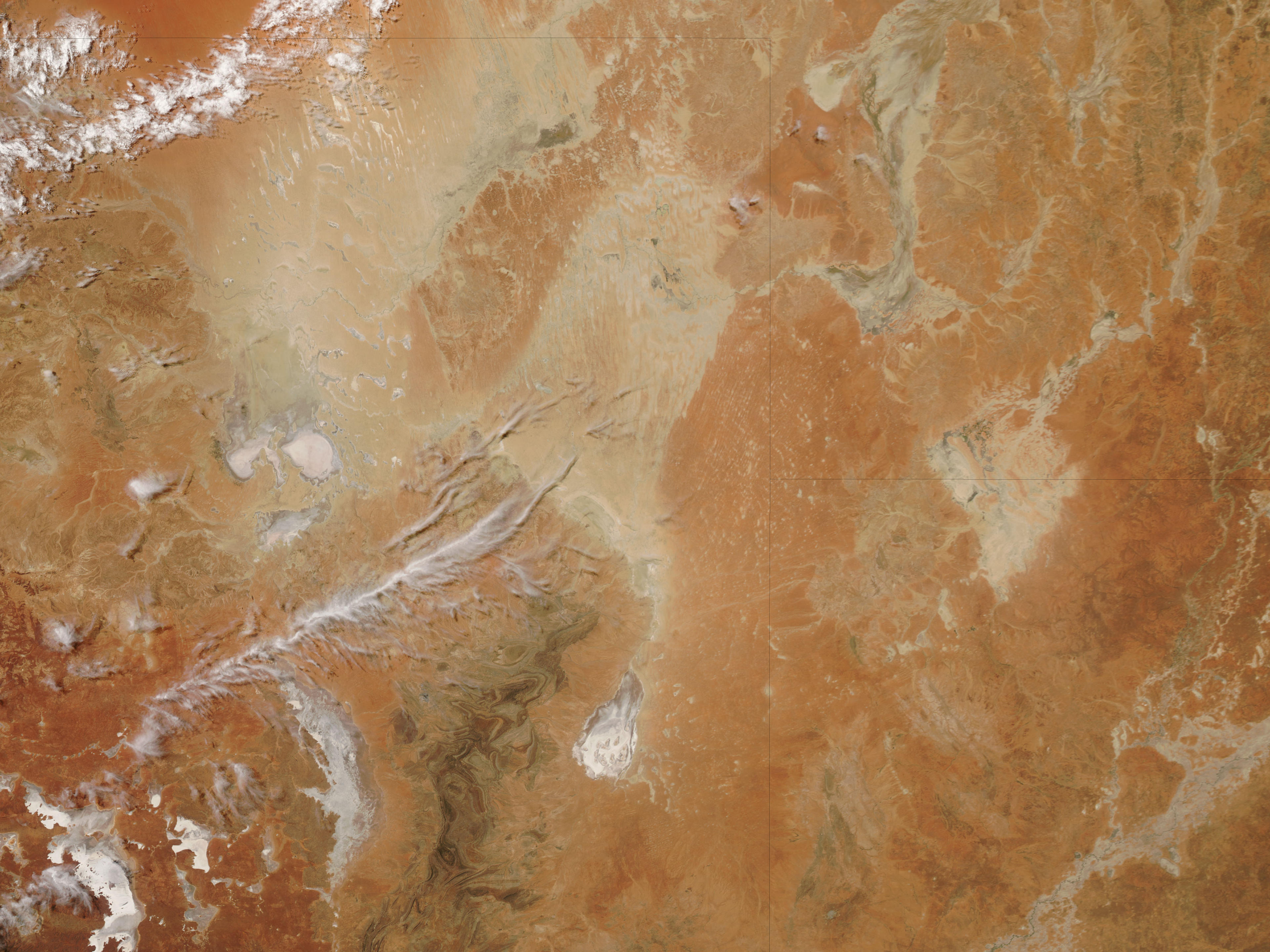
Satellitenfoto der Tirariwüste

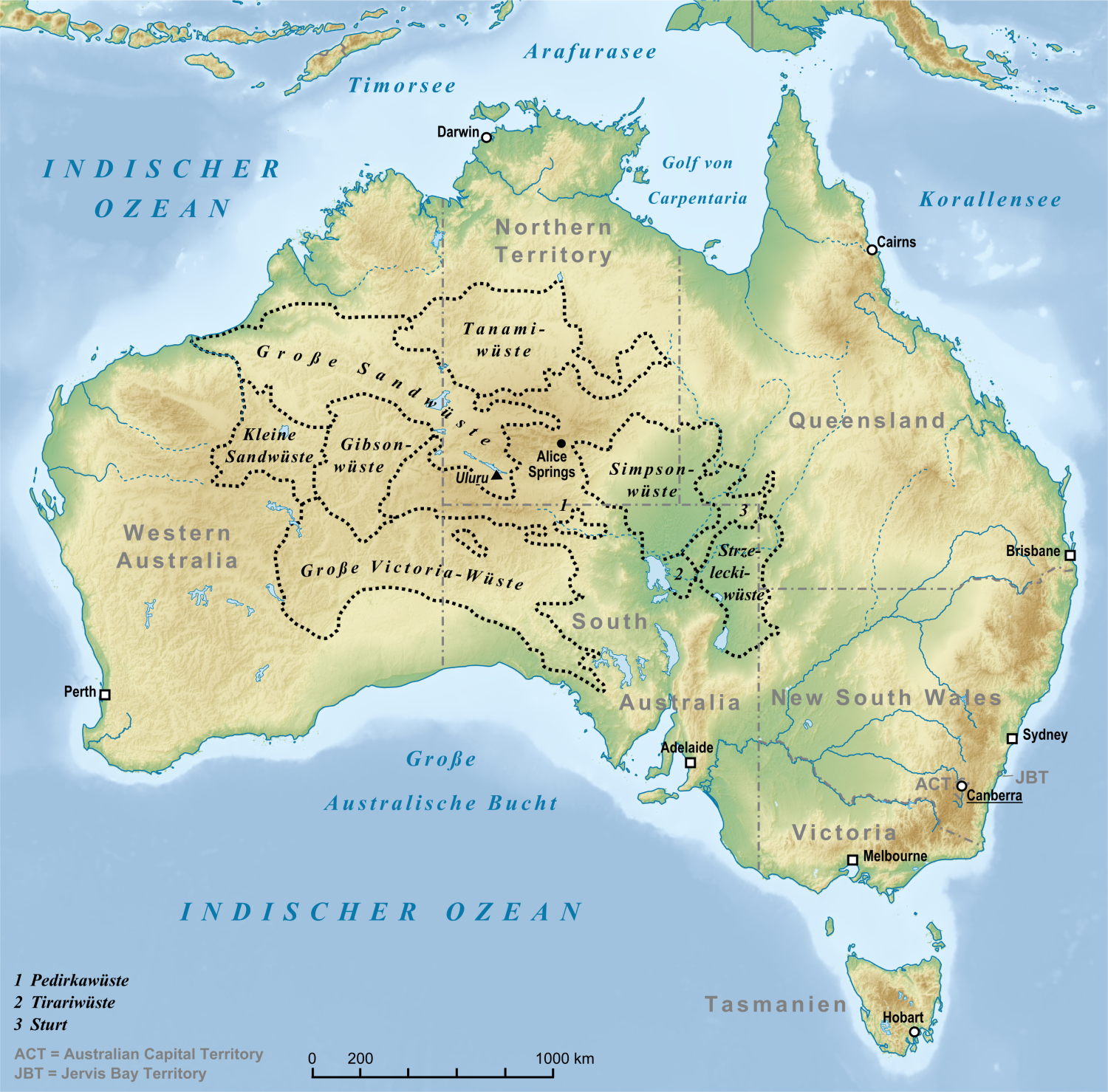
Australische Wüsten

Die Tirariwüste bedeckt eine Fläche von 15.250 Quadratkilometern im Nordosten von South Australia. Sie liegt östlich des nördlichen Teilsees des Lake Eyre im Lake-Eyre-Nationalpark.

## Geschichte
1866 erreichte die Expedition von Peter Egerton Warburton die Tirariwüste von Westen kommend. Anschließend erreichte Warburton den Warburton River, von dem er annahm, dass es der Cooper Creek sei. Als 1874 eine weitere Expedition von James William Lewis durch diese Wüste reiste, erreichte sie die heutige Grenze von Queensland und auf dem Rückmarsch kam sie bis zur Kopperamanna-Missionsstation und folgte dem Cooper Creek und entdeckte das Ostufer des Lake Eyre.
In den 1860er Jahren wurden zwei Missionsstationen in dem Wüstengebiet gegründet. Am Cooper Creek, wo in der Birdsville Track ihn kreuzt, gründete die Herrnhuter Brüdergemeine am Lake Kopperamanna 1866 eine Station, die bereits 1869 wieder geschlossen wurde, weil die Bekehrung der Aborigine erfolglos blieb. Die Bethesda, ein evangelisch-methodistisches Diakoniewerk, gründete am Lake Killalpaninna etwa zur gleichen Zeit eine Mission, die sich um 1880 zu einer kleinen Siedlung mit Kirche entwickelte. Die Mission betrieb Schafzucht und wurde 1917 wegen der Karnickelplage geschlossen. Der Ort ist noch an dem kleinen Friedhof und Resten von Holzpfosten als Fundamenten erkennbar.

## Lage
Die Tirariwüste ist von anderen Wüsten umschlossen: Die Simpsonwüste liegt im Norden und die Strzelecki-Wüste im Osten, während sich Sturts Steinige Wüste im Nordosten am Birdsville Track anschließt. Der Cooper Creek durchschneidet die Tirariwüste mittig. Erreichbar ist die Wüste über eine Piste von Marree nach Birdsville, auf der lediglich das Mungerannie-Roadhaus als Servicestation genutzt werden kann.
Die Tirariwüste ist durch Salzseen und durch große Sanddünen, die der Wind nordsüdlich bewegt, charakterisiert. Auf den Sanddünen siedeln endemische Gräser wie Zygochloa paradoxa und Acacia ligulata. Die Dünen können teilweise mit Rasen bedeckt sein und wenn Regen fällt, blühen dort Blumen. Die Blumenblüte entfaltet sich auch auf durch Regen überfluteten Böden nach dem Abtrocknen. In dieser Wüste wachsen Melden-, Baumwollebusch und der sogenannte Bluebush. In der Nähe des Cooper Creek wurzeln Eukalyptusbäume. Unweit des Lake Ngapakaldi und des Lake Palankarinna befindet sich ein Areal von 3,5 Quadratkilometern, auf dem Fossilien ausgegraben werden.

## Dieri
Im Gebiet der Tirariwüste lebt der Aborigine-Stamm der Dieri. Sie haben seit 1997 ein Besitzrecht auf ein Wüstengebiet von 1600 Quadratkilometern. Insgesamt hat dieser Stamm auf 87.733 Quadratkilometer Land ein Besitzrecht, das im Dieri Native Title Claim festgeschrieben ist. Das Gebiet, das die Dieri besitzen, erstreckt sich vom Osten des Lake Eyre über den Norden nach Muloorina bis zum Warburton River und bis östlich von Killalapaninna hin.

## Wirtschaft
Es gibt in dem Wüstengebiet riesige Farmen wie beispielsweise die Dulkaninna Station, die Rinderzucht mit etwa 2000 Rindern, Pferdezucht und die Aufzucht des Australian Kelpie, einer australischen Hunderasse, betreibt. Die Etadunna Station im Norden ist eine Farm mit 2500 Rindern.
Die Wirtschaft und die Besiedlung dieses Gebiet hinterließ zahlreiche historische Zeugnisse als Ruinen, wie die Bucaltaninna Homestead, die Woolshed, Canny Trig Point (genannt Milner’s Pile) und die Killalpaninna Mission. Dies gilt auch für die Mulka Station, in deren Nähe die Ruinen von Apatoongannie, Old Mulka and Ooroowillannie liegen, sowie das Mulka Store, das als historisches und geschütztes Bauwerk gilt.